# Kachnice (Oxyura)
Kachnice (Oxyura) je rod vrubozobých ptáků z čeledi kachnovitých.

## Druhy
- Oxyura australis – kachnice australská
- Oxyura dominicia – kachnice škrabošková
- Oxyura ferruginea – kachnice andská
- Oxyura jamaicensis – kachnice kaštanová
- Oxyura leucocephala – kachnice bělohlavá
- Oxyura maccoa – kachnice africká
- Oxyura vittata – kachnice argentinská